# Álex López
Alejandro López Sánchez – noto come Álex Lopez – (Ferrol, 11 gennaio 1988) è un ex calciatore spagnolo, di ruolo centrocampista.

## Carriera
Nella stagione 2012-2013 ha giocato 33 partite in massima serie con il Celta Vigo, segnando 2 gol.